# Coenocorypha huegeli
Coenocorypha huegeli je druh malého slukovitého ptáka endemického ke Snárským ostrovům, což je malé subantarktické souostroví o rozloze 3,5 km² asi 200 km jižně od Nového Zélandu.

## Systematika
První exemplář druhu byl odchycen již v roce 1873, avšak klasik novozélandské ornitologie Walter Buller, ke kterému se exemplář dostal, si myslel, že se jedná o stejného ptáka jako C. aucklandica, a první popis druhu byl tak pořízen až v roce 1893 anglickým ornitologem Henrym Bakerem Tristramem.
Až někdy do roku 2010 byla Coenocorypha huegeli považována za poddruh bekasiny malé (Coenocorypha aucklandica) a ve starší literatuře se tedy označuje jako Coenocorypha aucklandica huegeli. Teprve genetické výzkumy ukázaly, že se jedná o samostatný druh.

## Popis
Coenocorypha huegeli je malý, avšak podsaditý pták, který představuje vůbec nejbaculatějšího zástupce novozélandských bekasin. Opeření je krypticky zbarvené s převažující hnědou barvou s namixovanou bílou a tmavou. Celkové vzevření opeření je tmavší než u bekasiny subantarktické. Od kořena zobáku přes hlavu se táhne několik podélných tmavých pruhů, jeden vede středem hlavy a další dva po stranách tváří přes oči směrem k šíji. Spodina je lemována poměrně výraznými hnědými příčnými pruhy. Zobák je dlouhý kolem 6 cm a je velmi mírně se ohýbá směrem dolů. Délka těla dosahuje 23 cm, váha ptáka se pohybuje kolem 110 g.

## Rozšíření a stanoviště
Coenocorypha huegeli je endemická k Snárským ostrovům, což je maličké souostroví s celkovou plochou kolem 3,5 km² asi 200 km jižně od Nového Zélandu. Konkrétně je tento druh rozšířen na ostrovech North East (280 ha), Broughton (48 ha) a Alert Stack (5 ha). Druh byl translokován na ostrovy Whenua Hou a Putauhinu, které se nachází poblíž Stewartova ostrova.
Na všech těchto ostrovech bekasiny vyhledávají hustou vegetaci jako jsou různé druhy trav a kapradin, ve které mohou dosahovat hustoty výskytu až 10 bekasin na 1 ha. Obývají i lesní podrosty, kterým na Snárských ostrovech dominuje oleárie Olearia lyalli. V noci se odváží i do otevřených prostranství bylinných bolí s převažujícími bylinami Callitriche antarctica a Crassula moschata, kde svým dlouhým zobákem propichují zeminu a hledají potravu.

## Biologie

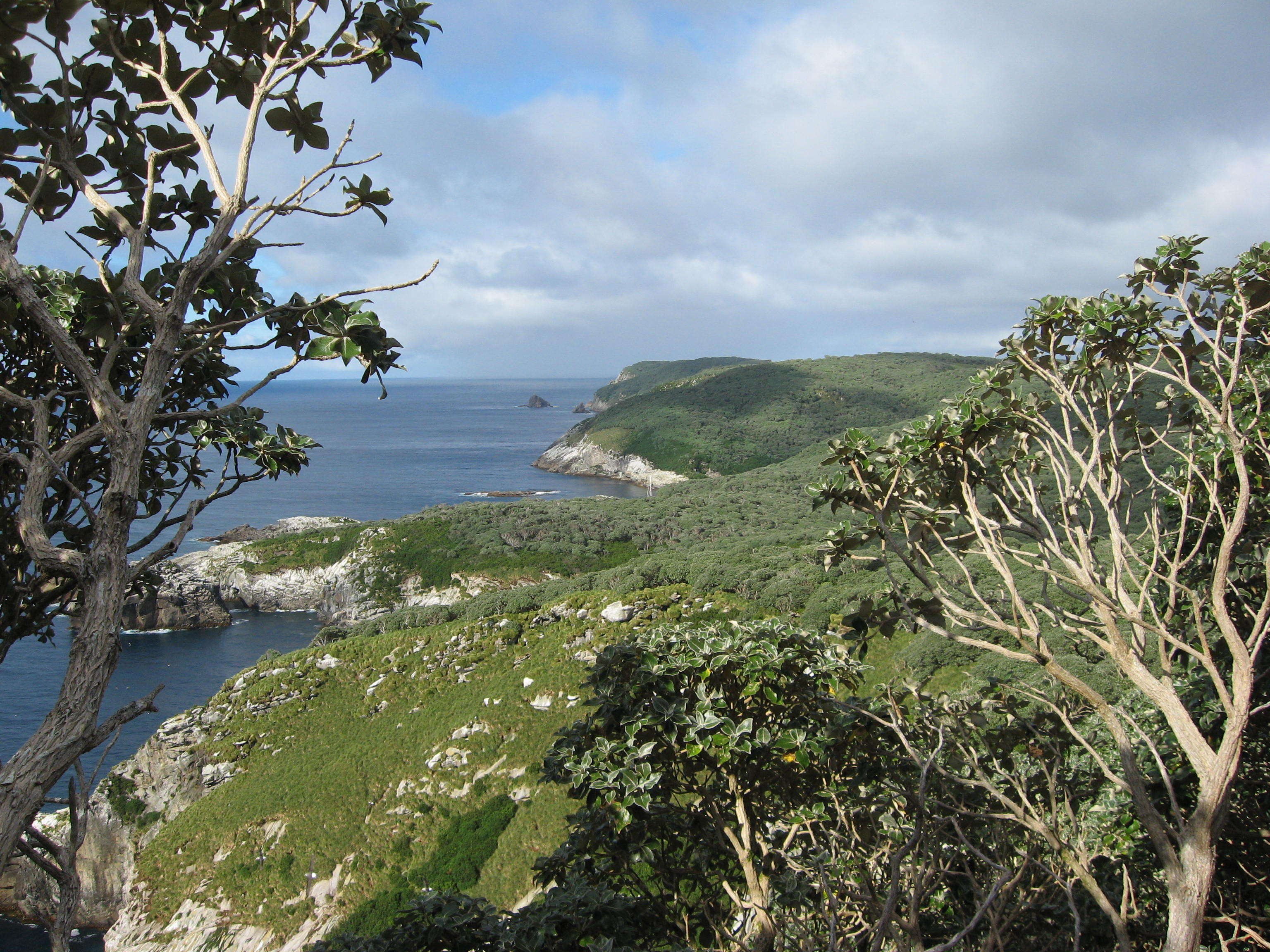
Snárské ostrovy

Drtivou většinu života tráví na zemi a letu se dopouští pouze v případě vyrušení. Typicky se pohybují v páru, a sice buď samec se samicí nebo jeden z rodičů s mládětem. Předpokládá se, že stejně jako některé další novozélandské bekasiny i jedinci druhu Coenocorypha huegeli v noci předvádí své namlouvací rituály zvané hakawai (viz bekasina chathamská), během kterých o sebe rychle třou ocasními pery, která vydávají vířící zvuk. Bekasiny jsou poměrně krotké a člověku dovolí přiblížit se na bezprostřední vzdálenost. Typickým zvukovým projevem druhu je teritoriální volání samce čúp-čúp-čúp nebo kjuéjó kjuéjó kjuéjó.
Živí se bezobratlými živočichy (žížaly, různonožci, hmyz a larvy), které vytahují z půdy svým dlouhým zobákem. Potravu hledají hlavně ve vlhké půdě (v husté vegetaci či u báze trsů trav), která je měkká a bekasinám se ji dobře propichuje zobákem.

### Hnízdění
K zahnízdění dochází mezi listopadem až dubnem. Zástupci rodu Coenocorypha jsou jedineční tím, že u nich dochází k zásnubnímu krmení – samec vykrmuje samici kolem 3 týdnů před snášením vajec. Jednoduché hnízdo miskovitého tvaru bývá postaveno z rostlinného materiálu a umístěno na zemi v husté vegetaci, kde je dobře chráněno před nepřízní počasí. Samice snáší 2 vejce o rozměrech 44×33 mm a váze 25 g. Vejce bývají světle hnědá s tmavými flíčky i většími skvrnami. Inkubují oba partneři po dobu kolem 22 dní. Jakmile se vyklube první ptáče, samec jej ještě ten samý den vyvede z hnízda a v následujících 8–11 týdnech mu poskytne veškerou rodičovskou péči nezávisle na samici a dalším ptáčeti. První dva týdny samec své ptáče krmí, než se ptáče naučí sbírat potravu samo. O druhé vyklubané ptáče se zase nezávisle stará samice. Oba partneři spolu většinou zahnízdí i následující rok. Bekasiny se mohou pářit již v prvním roce života, avšak většině z nich se nepodaří zabrat teritorium až do 2. nebo 3. roku. Může se dožít nejméně 16 let.

## Ohrožení
Coenocorypha huegeli patří k několika málo novozélandským ptačím endemitům, které nikdy nebyly ovlivněny introdukovanými savci. Těm se totiž nikdy nepodařilo proniknout na Snárské ostrovy. Invaze savčích predátorů na Snárské ostrovy (např. krys přichycených na vegetaci taženou lodí, které unikly pozornosti) by mělo pro celý druh fatální důsledky s akutním nebezpečím vyhynutí. Ministerstvo památkové péče (DOC) se proto rozhodlo přemístit část populace Coenocorypha huegeli na nové lokace, čímž by se v případě invaze savců na Snárské ostrovy zvýšily šance tohoto druhu na přežití. DOC založil nové populace Coenocorypha huegeli na následujících lokalitách u Stewartova ostrova:
- Whenua Hou – 30 jedinců bylo na Whenua Hou vypuštěno v roce 2012. Za účelem zvýšení genetické diverzity místní populace bylo v roce 2016 na ostrov přemístěno dalších 20 jedinců .[11][12][13]
- Putauhinu – na tomto ostrově se původně nacházely bekasiny Coenocorypha iredalei, které však vyhynuly po introdukci savčích predátorů. S cílem zaplnění ekologické niky původně obývané bekasinami jižními tam bylo v roce 2005 translokováno 30 jedinců druhu Coenocorypha huegeli. Během sčítání z roku 2011 bylo na ostrově Putauhinu odhadnuto nejméně 320 jedinců a v roce 2013 bylo napočítáno 500 jedinců.[14][15][16]

Celková populace druhu Coenocorypha huegeli je odhadována na více než 1000 jedinců.